# Visoncourt

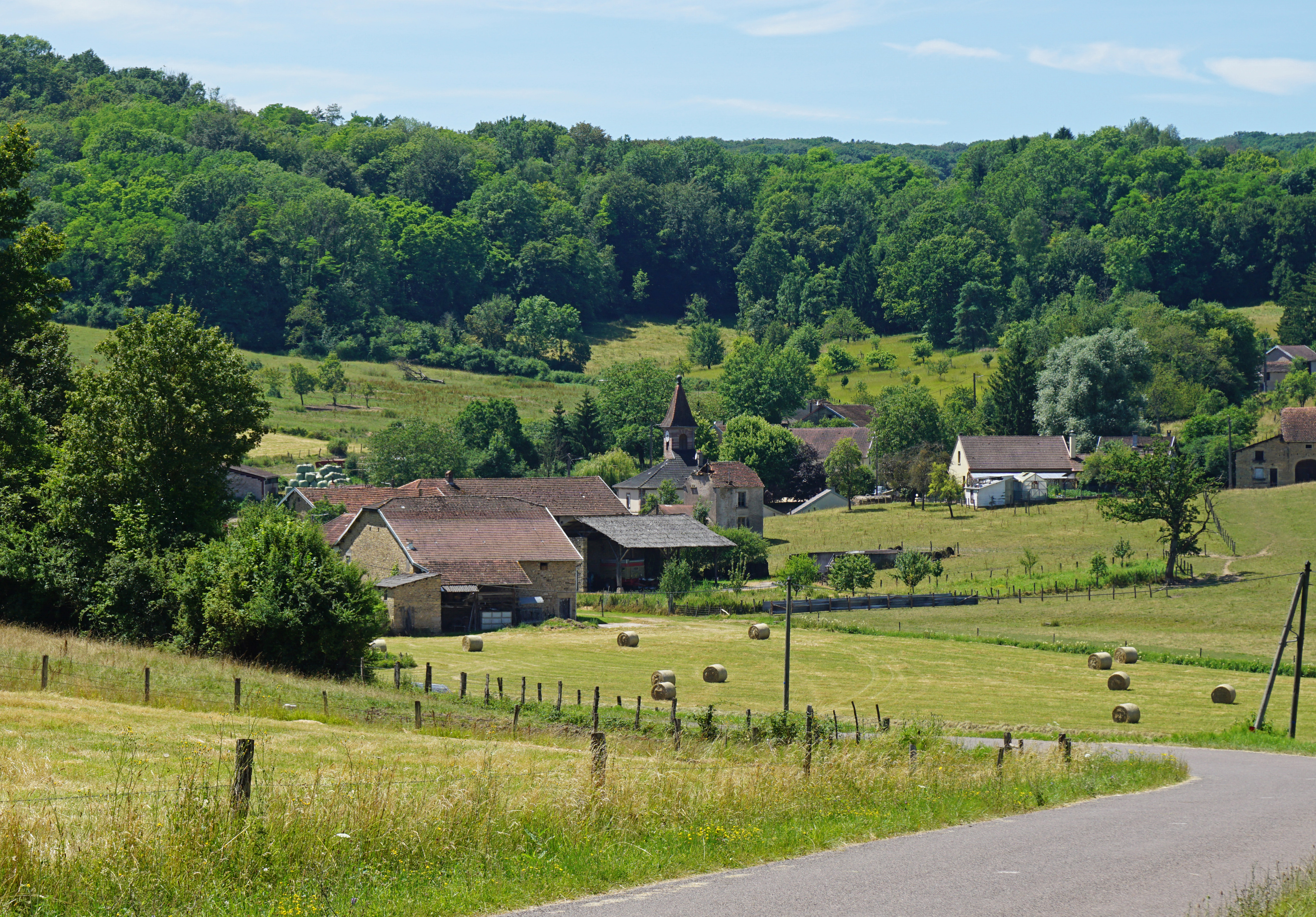
Visoncourt (2016)

Visoncourt ist eine Gemeinde im französischen Département Haute-Saône in der Region Bourgogne-Franche-Comté.

## Geographie
Visoncourt liegt auf einer Höhe von 278 m über dem Meeresspiegel, acht Kilometer südwestlich von Luxeuil-les-Bains und etwa 19 Kilometer nordöstlich der Stadt Vesoul (Luftlinie). Das Dorf erstreckt sich im nördlichen Teil des Departements, in einer Nische am Südwestrand der Ebene von Luxeuil und der Talniederung der Lanterne, am Fuß der Höhen des Bois de la Grande Brosse.
Die Fläche des 4,52 km² großen Gemeindegebiets umfasst einen Abschnitt der leicht gewellten Landschaft südlich der Lanterne. Der zentrale Teil des Gebietes wird von der Talnische von Visoncourt eingenommen. Sie liegt durchschnittlich auf 265 m und weist eine Breite von rund einem Kilometer auf. Landwirtschaftliche Nutzung herrscht hier vor. Entwässert wird das Gebiet durch den Ruisseau de la Mouroie nach Norden zur Lanterne.
Die Talnische wird flankiert von waldigen Höhen, im Süden vom Ban, im Südwesten vom Millery und im Westen vom Bois de la Grande Brosse. Sie bestehen aus sandig-mergeligen und kalkigen Sedimenten, die während der Lias (Unterjura) abgelagert wurden. An verschiedenen Orten tritt auch Muschelkalk der mittleren Trias zutage. Mit 395 m wird im Bois de la Grande Brosse die höchste Erhebung von Visoncourt erreicht. Weiter nach Westen erstreckt sich das Gemeindeareal ins Quellgebiet des Durgeon.
Nachbargemeinden von Visoncourt sind Éhuns im Norden, Baudoncourt und Brotte-lès-Luxeuil im Osten, Servigney und Mailleroncourt-Charette im Süden sowie Villers-lès-Luxeuil im Westen.

## Geschichte
Das Gebiet um Visoncourt war schon in prähistorischer Zeit besiedelt. Aus der gallorömischen Zeit wurden zahlreiche Überreste, insbesondere Mauerfundamente (Camp de César) und Reste von Bäderanlagen bei zwei Thermalquellen entdeckt. Im Mittelalter gehörte Visoncourt zur Freigrafschaft Burgund und darin zum Gebiet des Bailliage d’Amont. Die lokale Herrschaft hatte das Kloster Luxeuil inne. Zusammen mit der Franche-Comté gelangte das Dorf mit dem Frieden von Nimwegen 1678 definitiv an Frankreich. Heute ist Visoncourt Mitglied des 17 Ortschaften umfassenden Gemeindeverbandes Communauté de communes du Pays de Saulx.

## Sehenswürdigkeiten
Sehenswert sind drei große Brunnen aus dem 19. Jahrhundert.

## Bevölkerung
| Jahr                       | 1962 | 1968 | 1975 | 1982 | 1990 | 1999 | 2006 |
| Einwohner                  | 52   | 44   | 39   | 36   | 39   | 37   | 34   |
| Quellen: Cassini und INSEE |      |      |      |      |      |      |      |

Mit 37 Einwohnern (1. Januar 2022) gehört Visoncourt zu den kleinsten Gemeinden des Département Haute-Saône. Nachdem die Einwohnerzahl in der ersten Hälfte des 20. Jahrhunderts deutlich abgenommen hatte (1881 wurden noch 170 Personen gezählt), wurden seit Mitte der 1970er Jahre nur noch geringe Schwankungen verzeichnet.

## Wirtschaft und Infrastruktur
Visoncourt ist noch heute ein vorwiegend durch die Landwirtschaft (Ackerbau, Obstbau und Viehzucht) und die Forstwirtschaft geprägtes Dorf. Außerhalb des primären Sektors gibt es nur wenige Arbeitsplätze im Ort. Einige Erwerbstätige sind deshalb Wegpendler, die in den größeren Ortschaften der Umgebung ihrer Arbeit nachgehen.
Die Ortschaft liegt abseits der größeren Durchgangsachsen. Die Hauptzufahrt erfolgt von der Hauptstraße N57, die von Luxeuil-les-Bains nach Vesoul führt. Eine weitere Straßenverbindung besteht mit Éhuns.
Abelcourt |
Adelans-et-le-Val-de-Bithaine |
Aillevans |
Aillevillers-et-Lyaumont |
Ailloncourt |
Ainvelle |
Alaincourt |
Amage |
Ambiévillers |
Amblans-et-Velotte |
Amont-et-Effreney |
Andornay |
Anjeux |
Arpenans |
Athesans-Étroitefontaine |
Autrey-le-Vay |
Bassigney |
Baudoncourt |
Belfahy |
Belles-Fontaines |
Belmont |
Belonchamp |
Belverne |
Betoncourt-lès-Brotte |
Betoncourt-Saint-Pancras |
Beulotte-Saint-Laurent |
Beveuge |
Bouhans-lès-Lure |
Bouligney |
Breuches |
Breuchotte |
Brevilliers |
Briaucourt |
Brotte-lès-Luxeuil |
Chagey |
Châlonvillars |
Champagney |
Champey |
Châteney |
Châtenois |
Chavanne |
Chenebier |
Citers |
Clairegoutte |
Coisevaux |
Conflans-sur-Lanterne |
Corbenay |
Corravillers |
Courmont |
Couthenans |
Crevans-et-la-Chapelle-lès-Granges |
Creveney |
Cuve |
Dambenoît-lès-Colombe |
Dampierre-lès-Conflans |
Dampvalley-Saint-Pancras |
Demangevelle |
Échavanne |
Échenans-sous-Mont-Vaudois |
Écromagny |
Éhuns |
Errevet |
Esboz-Brest |
Esmoulières |
Esprels |
Étobon |
Fallon |
Faucogney-et-la-Mer |
Faymont |
Fleurey-lès-Saint-Loup |
Fontaine-lès-Luxeuil |
Fontenois-la-Ville |
Fougerolles-Saint-Valbert |
Frahier-et-Chatebier |
Francalmont |
Franchevelle |
Frédéric-Fontaine |
Fresse |
Froideconche |
Froideterre |
Frotey-lès-Lure |
Genevreuille |
Genevrey |
Girefontaine |
Gouhenans |
Grammont |
Granges-la-Ville |
Granges-le-Bourg |
Haut-du-Them-Château-Lambert |
Hautevelle |
Héricourt |
Hurecourt |
Jasney |
La Basse-Vaivre |
La Bruyère |
La Chapelle-lès-Luxeuil |
La Corbière |
La Côte |
La Creuse |
La Lanterne-et-les-Armonts |
La Longine |
La Montagne |
La Neuvelle-lès-Lure |
Lantenot |
La Pisseure |
La Proiselière-et-Langle |
La Rosière |
La Vaivre |
La Vergenne |
La Villedieu-en-Fontenette |
La Voivre |
Les Aynans |
Les Fessey |
Les Magny |
Le Val-de-Gouhenans |
Linexert |
Lomont |
Longevelle |
Lure |
Luxeuil-les-Bains |
Luze |
Lyoffans |
Magnivray |
Magnoncourt |
Magny-Danigon |
Magny-Jobert |
Magny-Vernois |
Mailleroncourt-Charette |
Mailleroncourt-Saint-Pancras |
Malbouhans |
Mandrevillars |
Marast |
Mélecey |
Melincourt |
Mélisey |
Meurcourt |
Mignavillers |
Moffans-et-Vacheresse |
Moimay |
Mollans |
Montdoré |
Montessaux |
Oppenans |
Oricourt |
Ormoiche |
Palante |
Passavant-la-Rochère |
Plainemont |
Plancher-Bas |
Plancher-les-Mines |
Pomoy |
Pont-du-Bois |
Pont-sur-l’Ognon |
Quers |
Raddon-et-Chapendu |
Rignovelle |
Ronchamp |
Roye |
Saint-Barthélemy |
Saint-Bresson |
Sainte-Marie-en-Chanois |
Sainte-Marie-en-Chaux |
Saint-Ferjeux |
Saint-Germain |
Saint-Loup-sur-Semouse |
Saint-Sauveur |
Saint-Sulpice |
Saulnot |
Saulx |
Secenans |
Selles |
Senargent-Mignafans |
Servance-Miellin |
Servigney |
Ternuay-Melay-et-Saint-Hilaire |
Trémoins |
Vauvillers |
Velleminfroy |
Velorcey |
Verlans |
Villafans |
Villargent |
Villersexel |
Villers-la-Ville |
Villers-lès-Luxeuil |
Villers-sur-Saulnot |
Visoncourt |
Vouhenans |
Vyans-le-Val |
Vy-lès-Lure